# Freesia andersoniae
Freesia andersoniae är en irisväxtart som beskrevs av Harriet Margaret Louisa Bolus. Freesia andersoniae ingår i släktet Freesia och familjen irisväxter. Inga underarter finns listade i Catalogue of Life.